# Эльдар (Средиземье)
Э́льдар (кв. Eldar, то есть «Народ звёзд»; ед. ч. Э́льда) или Э́диль (синд. Edhil, в том же значении) — в легендариуме Дж. Р. Р. Толкина — эльфы, отправившиеся вслед за Оромэ из Средиземья на запад, в Аман, — ваньяр, нолдор и тэлери.

## Описание
Большинство эльдар были темноволосыми. Исключение составляли только золотоволосые ваньяр и нолдор из дома Финарфина и нолдор из рода Махтана, волосы которых имели красно-каштановый оттенок.
Эльдар, узревшие свет Древ Валинора, обладали могуществом, отчасти превосходившим даже то, каким Моргот наделял примкнувших к нему Майар, благодаря чему война эльфов с Морготом долгое время велась практически на равных и даже с преимуществом эльдар.
Эльдар также называли «высшими эльфами» — «эðил» на синдарине. Люди Белерианда называли их «Номин» — «Мудрые».

## Языки и диалекты
Изначально эльдар говорили на языке квенья. Язык тэлери во время их обособленного пребывания в Белерианде приобрёл характер диалекта, который назывался линдарин. На его основе затем возник язык синдар — синдарин, который стал общеупотребительным для всех эльдар Средиземья, включая вернувшихся из Амана нолдор, а во Вторую эпоху распространился и среди нандор. Для письма использовались оба алфавита эльдар — кирт и тенгвар, а также руны сарати.

## История
Первоначально именем эльдар Оромэ называл всех эльфов, которых он обнаружил на востоке Средиземья, но позднее произошло Первое Разделение эльфов, и те, кто отказался следовать за Оромэ, стали называться авари. По дороге от озера Куивиэнен до Белерианда случилось Второе Разделение эльфов, и часть эльфов осела в долине Андуина и стала известна как нандор. Ваньяр и нолдор переправились в Аман на плавучем острове Тол-Эрессеа; тэлери задержались в Белерианде, но затем некоторые из них также отплыли в Аман. Именно в это время свершилось Третье Разделение эльфов, и тех тэлери, что остались в Средиземье, называли синдар.
Ваньяр осели в Валиноре, тэлери — на Тол-Эрессеа и на восточном побережье Амана, а нолдор, ведомые Феанором, в начале Первой эпохи вернулись в Белерианд, желая вернуть Сильмариллы и поссорившись на этой почве с Валар. Нолдор выдержали затяжную войну с Морготом, в результате которой были почти полностью истреблены. Только благодаря Эарендилу, достигшему берегов Амана и вымолившему прощение для нолдор, Валар вмешались в войну на стороне эльфов. Моргот был захвачен в плен Валар и впоследствии изгнан за пределы Арды через Врата Ночи. После поражения Моргота нолдор и другие эльдар снова получили право поселиться в Амане, чем многие из них воспользовались.
Во Вторую эпоху, после затопления Белерианда, эльдар обосновались в Линдоне, Эрегионе и Имладрисе. Немногим позднее возникли королевства эльдар в Лихолесье и Лориэне. Впрочем, основную часть населения последних составляли нандор, хотя правили ими эльдар — Орофер (а затем и Трандуил) в Лихолесье, Галадриэль и Келеборн — в Лориэне. После падения Эрегиона его население перебралось в Имладрис.
К концу Третьей эпохи практически все эльдар перебрались в Аман. В их сердцах звучали призыв Оромэ и зов Ульмо, которым они не могли сопротивляться и в конце концов отправлялись за Море.

## Особенности перевода на русский язык
В русском языке слово эльдар часто ошибочно склоняется по падежам, хотя правила языка квенья устанавливают несклоняемую форму множественного числа — эльдар, единственного — эльда. В переводе З. И. Бобырь, в множественном числе используется «эльдарцы», «нольдорцы», «синдарцы» и «нандорцы», в ед. ч. соответственно: «эльдарец», «нольдорец», «синдарец», «нандорец».